# أرنب جبلي
الأرنب الجبلي (الإسم العلمي:Sylvilagus nuttallii)، هو نوع من الثدييات يتبع فصيلة الأرانب ضمن رتبة الأرنبيات. يستوطن كندا والولايات المتحدة.